# ダリオ・ボネッティ
ダリオ・ボネッティ（Dario Bonetti, 1961年8月5日 - ）は、イタリアの元サッカー選手、サッカー指導者。ポジションはディフェンダー。
弟のイヴァーノ・ボネッティも元サッカー選手である。

## 経歴
地元クラブのブレシア・カルチョでキャリアをスタートし、ユヴェントスFC時代のUEFAカップ1989-90で優勝を果たした。ASローマ時代の1983-84シーズンとUCサンプドリア時代の1991-92シーズンにはUEFAチャンピオンズカップ決勝進出も果たしたが共に敗れた。